# Lijst van weg- en veldkapellen in Venray
Dit is een onvolledige lijst van veldkapellen in de gemeente Venray. Kapelletjes komen vooral in het zuiden van Nederland voor, en werden dikwijls gebouwd ter verering van een heilige.
| Kapel                                          | Adres                                    | Plaats         | Bouwperiode       | Architect    | Foto                                                      |
| ---------------------------------------------- | ---------------------------------------- | -------------- | ----------------- | ------------ | --------------------------------------------------------- |
| Sint-Annakapel                                 | Beeteweg 1                               | Blitterswijck  | 1509-1514 en 1833 |              | Sint-Annakapel Blitterswijck                              |
| Kerkhofkapel (Baarhuisje)                      | Begraafplaats, Plein                     | Blitterswijck  |                   |              | Kerkhofkapel Blitterswijck                                |
| Sint-Antoniuskapel                             | Antoniusstraat-Langstraat                | Blitterswijck  |                   |              | Sint-Antoniuskapel Blitterswijck                          |
| Mariakapel                                     | Langstraat 1                             | Blitterswijck  | 1860 en 1961      |              | Mariakapel Blitterswijck                                  |
| Sint-Lucia, Jozef en Johannes Evangelistkapel  | Lollebeekweg-Oosterbosweg                | Castenray      | Ca. 1700          |              | Sint-Lucia, Jozef en Johannes Evangelistkapel Castenray   |
| Sint-Matthiaskapel                             | Horsterweg                               | Castenray      | 2008              |              | Sint-Matthiaskapel Castenray                              |
| Mariakapel (Bongaertskapel)                    | Monendijk-Dijkweg                        | Geijsteren     | Ca. 1700          |              |                                                           |
| Sint-Annakapel                                 | Maasheseweg bij 2                        | Geijsteren     | 1800              |              | Sint-Annakapel Geijsteren                                 |
| Onze-Lieve-Vrouw-van-Heimwee-en-Verlangenkapel | Sint-Wilbertsweg 20                      | Geijsteren     | 19e eeuw          |              | Onze-Lieve-Vrouw-van-Heimwee-en-Verlangenkapel Geijsteren |
| Sint-Willibrorduskapel                         | Sint-Wilbertsweg 30                      | Geijsteren     | 16e eeuw          |              | Sint-Willibrorduskapel Geijsteren                         |
| Sint-Antonius Abt- en Alfonsuskapel            | Deurneseweg 52                           | Heide          | 1920              |              | Sint-Antonius Abt- en Alfonsuskapel Heide                 |
| Mariakapel                                     | Heidseweg-Begijnhofweg                   | Heide          | 1920              |              | Mariakapel Heide                                          |
| Mariakapel                                     | Horsterweg 2                             | Leunen         | 17e eeuw          |              | Mariakapel Leunen                                         |
| Heilig-Hartkapel                               | Lemmenweg-Steegsepeelweg                 | Leunen         | 1925              |              | Heilig-Hartkapel Leunen                                   |
| Maria, Anna en Antoniuskapel                   | Scheiweg 13                              | Leunen         | 19e eeuw          |              | Anna-, Maria en Antonius-Abtkapel Leunen                  |
| Antonius Abt en Barbarakapel                   | Veulenseweg 6a                           | Leunen         |                   |              | Antonius Abt en Barbarakapel Leunen                       |
| Sint-Annakapel                                 | Kleindorp 13                             | Merselo        | 1950              |              | Sint-Annakapel Merselo                                    |
| Sint-Odakapel (muurniskapel)                   | Grootdorp 85                             | Merselo        | 15e eeuw          |              | Sint-Odakapel Merselo                                     |
| Sint-Janskapel                                 | Merseloseweg-De Steeg                    | Merselo        | 1973              |              | Sint-Janskapel Merselo                                    |
| Mariakapel                                     | Schaapskuil-Haag                         | Merselo        | 1954              |              | Mariakapel Merselo, Schaapskuil                           |
| Mariakapel (muurniskapel)                      | Haag-Weverslo                            | Merselo        |                   |              |                                                           |
| Kerkhofkapel                                   | Kleindorp                                | Merselo        | 1890-1891         |              |                                                           |
| Sint-Annakapel                                 | Hoofdstraat-Hogeweg                      | Oirlo          | 1788              |              | Sint-Annakapel Oirlo                                      |
| Sint-Jozefkapel                                | Sint-Jozeflaan 58                        | Smakt          | 1699              |              | Sint-Jozefkapel Smakt                                     |
| Sint-Annakapel                                 | Henri Dunantstaat-Servatiusweg           | Venray         | 1850              |              | Sint-Annakapel Venray                                     |
| Sint-Rochuskapel                               | Hoebertweg-Langstraat                    | Venray         | 1650              |              | Sint-Rochuskapel Venray                                   |
| Sint-Odakapel                                  | Hoenderstraat 97                         | Venray         | 1490              |              | Sint-Odakapel Venray                                      |
| Sint-Annakapel                                 | Langeweg-Kennedystraat                   | Venray         | 19e eeuw          |              | Sint-Annakapel Venray                                     |
| Sint-Barbara- en Martinuskapel                 | Overloonseweg-Spurkt                     | Venray         | 1920              |              | Sint-Barbara- en Martinuskapel Spurkt, Venray             |
| Sint-Antoniuskapel                             | Sint Antoniusveldweg-Stationsweg         | Venray         | 1715              |              | Sint-Antoniuskapel Venray                                 |
| Sint-Hubertus en Antonius Abtkapel             | Hoebertweg 31                            | Veltum, Venray | 1625              |              | Sint-Hubertus en Antonius Abtkapel                        |
| Sint-Donatus en Antoniuskapel                  | Veulenseweg 37                           | Veulen         | 1900              |              | Sint-Donatus en Antoniuskapel Veulen                      |
| Onze-Lieve-Vrouw-van-Fatimakapel               | Kooiweg-Lorbaan                          | Veulen         | 1960              |              | Onze-Lieve-Vrouw-van-Fatimakapel Veulen                   |
| Mariakapel                                     | Beekweg                                  | Vredepeel      | 1965              | Van Tillaart | Mariakapel Vredepeel                                      |
| Mariakapel                                     | De Kooy-Kamillepad                       | Wanssum        | 1991              |              |                                                           |
| Sint-Michaëlkapel (niskapel)                   | Meerloseweg-Molenhoek-Burg. Ponjeestraat | Wanssum        | 1715 en 1955      |              | Sint-Michaëlkapel Wanssum                                 |
| Mariakapel                                     | Venrayseweg-De Houskuilstraat            | Wanssum        |                   |              | Mariakapel Wanssum                                        |
| Sint-Leonarduskapel                            | Sint Leonardusweg 27                     | Wanssum        | 17e eeuw en 1954  |              | Sint-Leonarduskapel Wanssum                               |